# 道の駅五木のやかた・かわうえ
道の駅五木のやかた・かわうえ（みちのえき ごぼくのやかた・かわうえ）は、岐阜県中津川市にある岐阜県道3号福岡坂下線の道の駅である。
地元の農林振興のために建設された「織物と木材加工品の展示場」を母体として、2006年（平成18年）4月29日にオープンした。

## 施設
- 駐車場
  - 普通車：21台
  - 大型車：2台
  - 身障者用：1台
- トイレ（いずれも24時間利用可能）
  - 男：大 2器、小 6器
  - 女：4器
  - 身障者用：1器
- 公衆電話
- 体験工房
- 休憩所
- 情報コーナー

川上手づくり組合が主体となって物販営業を行っていたが、2024年（令和6年）3月末日で物販営業を終了した。

## 休館日
- 毎週火曜日
- 年末年始

## アクセス
- 岐阜県道3号福岡坂下線 - 登録路線
  - 岐阜県道411号裏木曽公園線

## 周辺
- 裏木曽県立自然公園「夕森」
- 竜神の滝